# 270. Infanterie-Division (Wehrmacht)
Die 270. Infanterie-Division war eine deutsche Infanteriedivision im Zweiten Weltkrieg. 

## Geschichte

### Aufstellung
Die Division wurde am 22. Mai 1940 im Wehrkreis X aufgestellt. Die Aufstellung dieser Division wurde für den Fall eines länger andauernden Westfeldzuges geplant. 

### Abbruch der Aufstellung
Aufgrund eines schnellen Endes des Westfeldzugs durch den Abschluss eines Waffenstillstandes mit Frankreich wurde die Aufstellung der Division vor ihrer Vollendung abgebrochen.

### Zweite Aufstellung
Erneut aufgestellt am  in Nord-Norwegen aus dem Küstenschutzverband Tromsö. 

### Auflösung
Am 13. August 1940 wurde die Einheit bereits wieder aufgelöst.

### Wiederaufstellung
Am 21. April 1942 wurde die 270. Infanterie-Division nördlichen Norwegen (Raum Tromsö)  wieder aufgestellt. Die Division blieb bis zur deutschen Kapitulation, im Mai 1945, im nördlichen Norwegen eingesetzt.

### Kapitulation
Im Mai 1945 kapitulierte die Division gegenüber britischen Truppen.